# Maite González Esnal
Maite González Esnal (San Sebastián, 12 de septiembre de 1943) es una escritora y traductora española.

## Biografía
Maite González estudió Filosofía y Letras en Barcelona. Vive en Hendaya y coordina diversos talleres de lectura en Fuenterrabía e Irún. Ha publicado un libro sobre el bertsolarismo, y ha escrito varios libros infantiles y juveniles. En literatura infantil, ha publicado Mari Marietta (1997, Alberdania) y Lapitz baten ibilerak (1997, Erein).
En su faceta de traductora ha traducido al euskera textos de Mercé Rodoreda (Ipuin hautatutak, Diamantearen Plaza), Margueritte Yourcenar (Alexis, edo alferrikako guduari buruzkoa), Gabriel Celaya (Gaviota) y Eugenio de Andrade (Uraren Bezpera).
En Viajes, frutas, barrios recoge episodios y pasajes para describir la San Sebastián de los años 60 y 70.

## Obras
- Bertan ikusia: 1984 eko bertsolari txapelketa,1983[5]
- Mari-Marietta, 1997
- Lapitz baten ibilerak, 1997
- Maiderren taupada bilduma, 2002
- Viajes, frutas, barrios, 2014[6]